# Publius Cornelius Tacitus
Publius Cornelius Tacitus (ca. 56-117) was een Romeins consul, historicus, schrijver en redenaar. Hij wordt vaak gezien als de grootste historicus van Rome, of zelfs van het Romeinse Rijk. Tacitus' sympathie ging duidelijk uit naar een republikeinse staatsvorm, eerder dan naar de willekeur van sommige keizers. Vanwege zijn veelzijdigheid en complexiteit is hij zelfs aangehaald door latere denkers met tegengestelde politieke opvattingen, die met Tacitus toch zo hun standpunt kracht probeerden bij te zetten. Hij schrijft over keizers en machthebbers met evenveel vanzelfsprekendheid als over personen van minder belang en geeft daarmee inzicht in het leven van zijn tijd.

## Biografie
Tacitus is waarschijnlijk in 56 geboren in een provinciale familie uit Gallia Narbonensis (Forum Julii (Fréjus) of Vasio Vocontiorum (Vaison-la-Romaine)) of uit Gallia Cisalpina (Patavium ofwel Padua). In 77 trad hij in het huwelijk met de dochter van Gnaeus Julius Agricola, de consul van dat jaar. Agricola werd in 84 teruggeroepen door Domitianus uit Britannia. Agricola verdween naar de achtergrond en overleed in augustus 93, min of meer vergeten. Zijn testament viel echter slecht uit voor Tacitus' echtgenote, want naast haar moeder ontving ook de princeps – hoewel die eerder nog verkondigde geen erfenis te willen aanvaarden van iemand met kinderen – zijn deel met grote gretigheid.

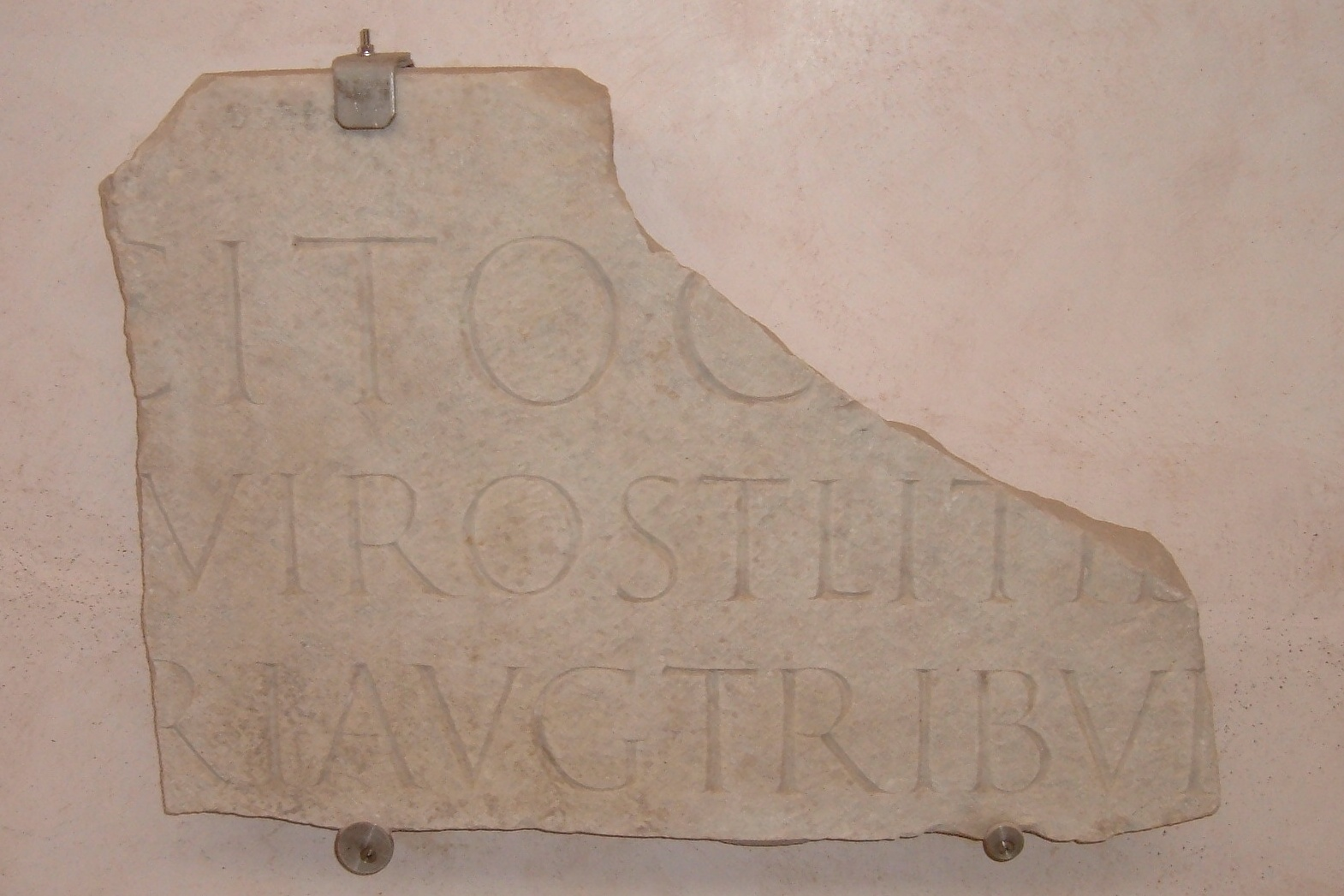
Fragment van het grafschrift voor Tacitus (Museo delle Terme di Diocleziano, Rome).

Tacitus had desondanks een succesvolle politieke carrière. Vermoedelijk was hij enkele jaren na zijn huwelijk al XX-vir (priestercollege bestaand uit twintig mannen) onder Vespasianus. Géza Alföldy stelt dat Tacitus door Titus werd aangeduid als quaestor Augusti. Dit valt op te maken uit een inscriptie in het grafmonument van Tacitus aan de Via Nomentana in Rome. Waarschijnlijk oefende hij deze functie uit in 80, 81 of op zijn laatst in 82. Als hij quaestor is geweest in 81, wil dit zeggen dat hij zowel voor Titus als voor diens broer Domitianus woordvoerder was, want Titus stierf op 13 september 81. Toen hij geen quaestor meer was, werd hij in de Senaat opgenomen als homo novus, eerste van een familie die in de Senaat zetelt. Uit de inscriptie kan ook worden opgemaakt dat hij in 84 of 85 de functie van aedilis oversloeg en tot tribunus plebis werd gekozen. In 88 was hij zelfs praetor (functie in de rechtspraak) en lid van het prestigieuze priestercollege van de Vijftien of quindecimviri sacris faciundis. In 89 werd hij voor vier jaar afgevaardigd voor een post in de provincies – waarover weinig bekend is.
Toen Domitianus op 18 september 96 door zijn naaste omgeving werd vermoord, zetelde de ongeveer veertigjarige Tacitus als consul suffectus voor het jaar 97 – vermoedelijk nog aangeduid door Domitianus – in de Senaat. Onder Trajanus behoorde hij als voormalig consul tot de elite van de senatoren en stortte hij zich op de geschiedschrijving. In 112 en 113 was hij een jaar lang gouverneur van de provincie Asia, een felbegeerde post. Hij stierf vermoedelijk rond 117 als gereputeerd redenaar en historicus.
Tacitus had een sterke afkeer van tirannie, na zelf de periode onder Domitianus te hebben meegemaakt. In veel van zijn werken lijkt de onderliggende vraag waarom het principatus van Augustus (63 v.Chr.-14 n.Chr.) is overgegaan naar de tirannie van het dominatio van keizers als Tiberius (42 v.Chr.-37 n.Chr.) tot Domitianus. Tacitus had bewondering voor de geweldloze tegenstand van de stoïcijnen tegen de keizerlijke tirannie, zoals van senator Thrasea (?-66) tegen Nero. Anderzijds zag hij hun martelaarschap als zinloos. 

Ondanks zijn sterke afkeer van tirannie, sprak hij niet van een recht van opstand. Ook riep hij niet op tot verzet, maar wachtte totdat er betere tijden aanbraken onder de keizers Nerva en Trajanus. In Historiae laat hij generaal Cerialis tegen de Treveri en Lingonen zeggen:

5. Zoals jullie onvruchtbaarheid of te veel regen en andere natuurrampen (hebben verdragen), verdraagt zo de weelde- of hebzucht van uw heersers. 6. Tekortkomingen zullen er zijn, zolang er mensen (zullen zijn), maar deze (zullen) niet voortdurend (zijn) en worden door de tussenkomst van betere (tijden) gecompenseerd: of het zou moeten zijn dat jullie hopen op een gematigdere regering door de heerschappij door Tutorus en Classicus, of dat dan nu de legers met minder belastingen zouden worden uitgerust door wie de Germanen en Britten op afstand zouden worden gehouden.
— Historiae IV 74.5-6

## Werken

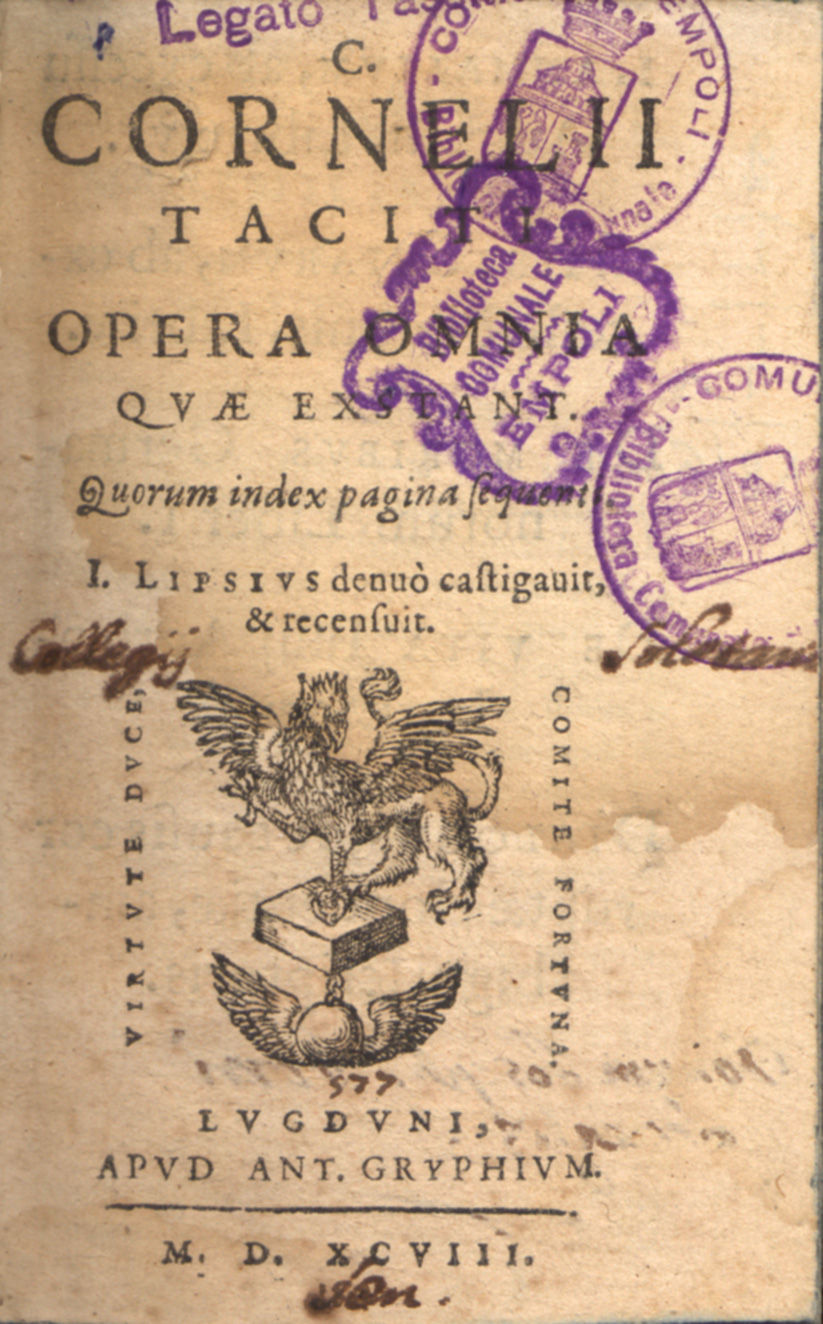
De titelpagina van een uitgave van Tacitus' werken in een editie van Justus Lipsius uit 1598.

### De vita et moribus Iulii Agricolae
De vita et moribus Iulii Agricolae of Agricola is een dertig pagina's tellende biografische schets van Gnaius Julius Agricola – zijn schoonvader – door Tacitus uitgegeven in 98, ten tijde van Trajanus.
Toch is het niet een traditionele biografie, want Agricola's levensverhaal wordt gebruikt ter illustratie van Domitianus' tirannieke gedrag en om Nerva en Trajanus lof toe te zingen. Het is onevenwichtig van opbouw door de hem – later – kenmerkende uitvoerige beschrijvingen van veldtochten, redevoeringen tot de soldaten en zijn aandacht voor de etnografie van Britannia en de inwoners daarvan. Ronald Syme meent het werk zelfs een document van Romeinse politieke literatuur te kunnen noemen.
Het werk draagt ook sporen van retoriek – wat ook in latere werken is terug te vinden – dat deels eigen is aan het genre dat de laudatio als vast element kent.

### De origine et situ Germanorum
De origine et situ Germanorum of Germania, dat in datzelfde jaar verschijnt, is een echte etnografie, die grofweg in twee delen uiteenvalt. In het eerste deel worden in algemene termen het land en de bevolking van Germania beschreven. In het tweede deel volgen korte beschrijving van individuele volkeren met hun kenmerkende eigenschappen.
Dit werk is van groot belang omdat het de enige contemporaine beschrijving is van de Germaanse volkeren. Uit archeologisch onderzoek blijkt overigens dat de beschrijvingen die Tacitus geeft tamelijk accuraat zijn.
Het oude thema van contrast tussen het beschreven volk – de Germanen – en de Romeinen van zijn tijd heeft bij Tacitus zowel een moraliserend als informatief doel, want onder Trajanus wordt men nog steeds geconfronteerd met het reële dreigende gevaar dat uitgaat van de Germanen, maar ook met toenemende verstedelijking en, zeker in de ogen van Tacitus, met toenemende decadentie. De vergelijking tussen Romeinen en Germanen, bijvoorbeeld op het gebied van huwelijkse trouw en het heffen van rente, is een terugkerend thema.
Overwinningen die door opeenvolgende keizers verkondigd zijn doet hij af als historisch ongefundeerde propaganda van deze keizers.

### Dialogus de oratoribus
Dialogus de oratoribus is lange tijd omstreden geweest, maar er is nu toch een algemeen consensus dat het gaat om een werk van Tacitus, dat opgedragen is aan Lucius Fabius Iustus, consul suffectus in 102.
Het heeft de vorm van een gesprek tussen de dichterredenaar Curiatius Maternus, de redenaars Marcus Aper en Julius Secundus en ook Vipstanus Messalla in 75 over het verval van de redekunst. De oorzaken hiervan zijn volgens hem de opvoeding in het algemeen met de retoriek zelf in het bijzonder en de monarchale staatsinrichting die wel goed is als staatsvorm op zichzelf, maar geen aanzet geeft tot de ontwikkeling van grote en grootse redekunst. Hij concludeert dat literair begaafden zich nu nog enkel bezighouden met poëzie.

### Historiae
Historiae is het eerste van Tacitus' grote en grootse historische werken, die we dankzij de briefwisseling tussen Tacitus en Plinius minor deels kunnen dateren. Zo blijkt dat hij rond 106 over het jaar 79 aan het schrijven is, de beroemde beschrijving die Plinius van de uitbarsting van de Vesuvius geeft, is een verslag aan Tacitus, en dat hij bezig is met Domitianus' regering te behandelen in 109. Hij behandelt in dit werk de geschiedenis van Rome tijdens het vierkeizersjaar 69 en onder de regering van de Flavii. Van de - vermeende - twaalf of veertien boeken zijn alleen de eerste vier en het begin van het vijfde boek bewaard gebleven.
Men meent het werk te kunnen verdelen in twee hexades, namelijk een eerste over de burgeroorlog onder Galba, Otho en Vitellius (I-III) en Vespasianus' regering (IV-VI); en een tweede over de jaren van stabiliteit onder Titus en de eerste jaren onder Domitianus (VII-IX) en ten slotte de duistere periode onder Domitianus van 89 tot 96 (X-XII). Dit alles blijft echter wel steeds speculatie.
In zijn praefatio (voorwoord) wordt de dramatische ontknoping al min of meer aangekondigd en kondigt hij daarbij aan dat – indien de jaren hem gegund zijn – hij nog over Nerva's en Trajanus' bewind wil schrijven.

### Ab excessu divi Augusti
Ab excessu divi Augusti, "Vanaf het heengaan van de vergoddelijkte Augustus", of Annales is Tacitus' tweede grotere historische werk dat handelt over de Julisch-Claudische dynastie vanaf de dood van de Vergoddelijkte Augustus, waarvan waarschijnlijk het grootste deel geschreven is onder Hadrianus' regering (117-138) en dus noch over Trajanus gaat, noch over Nerva. Van de vermoedelijke 18 boeken zijn slechts de boeken I tot IV in hun geheel bewaard, V en VI slechts gedeeltelijk, en XI tot XVI zonder hun respectievelijk begin of einde.
De eerste zes zijn opgebouwd als jaarboeken - vandaar de naam Annales, terwijl de laatste zich meer concentreren rond themata of personen. R Syme meent dat deze stilistische wijziging verwijst naar een dieperliggende wijziging, namelijk de evolutie van het principaat naar het dominaat.

## Tijdgenoten
Naast Tacitus zijn er nog veel andere auteurs die ons werken hebben nagelaten over de Julisch-Claudische dynastie. De voornaamste zullen hier kort worden besproken.
Velleius Paterculus (ca. 19 v.Chr. - 31) was een soldaat die diende onder Tiberius. Hij schreef een korte Romeinse geschiedenis tot aan 30 n. Chr., een jaar voor Seianus' val. Zijn taal is niet zo literair als die van Tacitus, maar hij geeft als tijdgenoot een positiever beeld van de princeps Tiberius.
Suetonius (69/70 - 140) was een jongere tijdgenoot van Tacitus en biograaf. Zijn thematisch opgebouwde keizersbiografieën zijn doorspekt met pittige anekdotes, maar hij vergeet vaak het grotere geheel.
Cassius Dio (155 - na 229) is een geromaniseerd Grieks senator die meer dan een eeuw later de laatste algemene Romeinse geschiedenis heeft geschreven tot aan zijn eigen tijd. Hij schijnt enorme hoeveelheden informatie te hebben verzameld, maar hij kan ons niet alles meedelen, daar een algemene geschiedenis veel schrapwerk vereist. Hij geeft een neutraler beeld van princeps Tiberius en schijnt ook positieve bronnen te hebben geraadpleegd.
Tacitus springt er echter door zijn literaire waarde en synthetiserende opbouw uit. Hij wordt nog vaak beschouwd als dé bron voor het vroege principaat, maar stilaan worden zijn tijdgenoten ook meer gewaardeerd en als een belangrijke aanvulling op Tacitus' monografie beschouwd.

## Stijl en taalgebruik
Tacitus valt onder de schrijvers van het zogenaamde Zilveren Latijn. Het valt echter op dat hij nog relatief vaak de indicatief in bijzinnen binnen de indirecte rede gebruikt, hetgeen in zijn tijd steeds ongebruikelijker werd. Dit valt mogelijk te verklaren vanuit Tacitus' opleiding als redenaar. Hij schreef gebald en gevarieerd, naar de idealen van brevitas en variatio. Hoofdzaken kon hij afdoen in een minimum aan woorden, om dan te vervolgen met sprekende details in schitterende zinnen. Zijn stijl is omschreven als "hoekig, bonkig en archaïsch, dan weer onverwacht lyrisch". Vaak maakt hij gebruik van het asyndeton door voegwoorden weg te laten, maar ook het tegenovergestelde polysyndeton schuwt hij niet.

## Tacitus en de archeologie

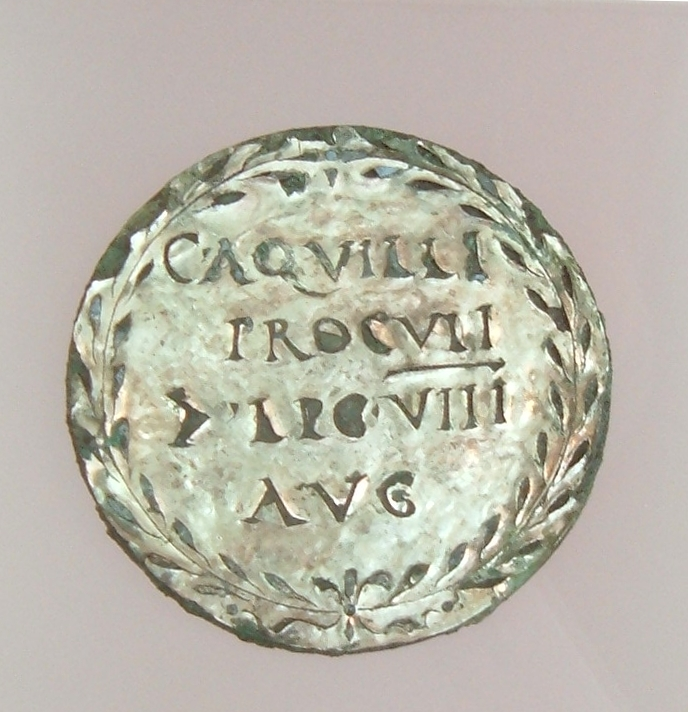
(Van) Caius Aquilius Proculus, centurio, Legio VIII Augusta.

Sinds de ontwikkeling van de moderne archeologie is het mogelijk sommige uitspraken van Tacitus te toetsen aan archeologische resten. De beschrijving in de situ et origine germanorum hoe "schandelijke daden" door Germanen werden bestraft door verdrinking in moerassen, werd al snel in verband gebracht met de vondsten van veenlijken.
Later is de vondst van een met zilverfolie beslagen bronzen schijf op de Kopsberg bij Nijmegen, in verband gebracht met een passage uit de Historiae, waarin wordt beschreven hoe een primus pilus met dezelfde naam vertwijfeld probeert zich te verdedigen tijdens de Bataafse Opstand.
De meest spectaculaire bevestiging vormen echter de opgravingen bij Kalkriese, waar de restanten van de slag bij het Teutoburgerwoud zijn teruggevonden. De situatie die werd aangetroffen stemt tot in detail overeen met de beschrijving die Tacitus geeft van de activiteiten van Germanicus tijdens zijn tweede veldtocht. Stoffelijke resten blijken (zoals Tacitus beschrijft) enige jaren bovengronds te hebben doorgebracht, en zijn vervolgens "zonder dat iemand wist of hij een vriend of een vreemde begroef" in massagraven bijgezet. In de genoemde bottenputten zijn dan ook niet alleen menselijke resten aangetroffen, maar ook botten van muildieren, die als lastdier werden gebruikt.

## Keizers in Tacitus' werken
Annales
Imperator Caesar Augustus 27 v.Chr. - 14
Tiberius Julius Caesar Augustus 14-37
Caligula 37-41
Claudius I 41-54
Nero 54-68
Historiae
Servius Sulpicus Galba 68-69
Marcus Salvius Otho 69
Aulus Vitellius Germanicus 69
Vespasianus 69-79
Titus 79-81
Titus Flavius Domitianus 81-96
Agricola
Titus Flavius Domitianus 81-96
Nerva 96-98
Trajanus 98-117
- Bibsys: 90098107
- Biblioteca Nacional de Chile: 000097653
- Biblioteca Nacional de España: XX911272
- Bibliothèque nationale de France: cb11887667z (data)
- Catàleg d'autoritats de noms i títols de Catalunya: 981058514998406706
- CiNii: DA00465423
- Gemeinsame Normdatei: 118620452
- Historisch woordenboek van Zwitserland: 010313
- International Standard Name Identifier: 0000 0001 2103 3889
- Library of Congress Control Number: n80145600
- Nationale Bibliotheek van Letland: 000042933
- Bibliotheek van het Japanse parlement: 00458252
- Nationale Bibliotheek van Tsjechië: jn19990008405
- Nationale bibliotheek van Australië: 35537666
- Nationale Bibliotheek van Israël: 987007268758405171
- Nationale Bibliotheek van Polen: a0000001179731
- Nationale en Universitaire bibliotheek Zagreb: 000034703
- Nederlandse Thesaurus van Auteursnamen: 068832583
- Réseau des bibliothèques de Suisse occidentale: 02-A000160154
- Istituto Centrale per il Catalogo Unico: CFIV000651
- LIBRIS: 200157
- SNAC: w6rr2c2f
- Système universitaire de documentation: 026672316
- Museum of New Zealand Te Papa Tongarewa: 68631
- Trove: 988665
- Virtual International Authority File: 100226923